# Galatasaray Istanbul/Saison 1941/42
Die Saison 1941/42 von Galatasaray Istanbul war die 36. Saison in der Vereinsgeschichte und die 28. Saison in der İstanbul Futbol Ligi. Der Klub beendete die Saison auf dem 2. Platz. Die Millî Küme fand 1942 nicht statt.

## Personalien

### Kader
| Nat.       | Name                |
| Torhüter   | Torhüter            |
| ---------- | ------------------- |
| Turkei     | Osman İncili        |
| Turkei     | Saim Kaur           |
| Abwehr     |                     |
| Turkei     | Faruk Barlas        |
| Turkei     | Adnan İncirmen      |
| Turkei     | Salim Şatıroğlu     |
| Mittelfeld |                     |
| Turkei     | Enver Arslanalp     |
| Turkei     | Halil Burnaz        |
| Turkei     | Hikmet Ebcim        |
| Turkei     | Mustafa Gençsoy     |
| Turkei     | Kemal Öngü          |
| Turkei     | Arif Sevinç         |
| Turkei     | Musa Sezer          |
| Turkei     | İsmail Yönder       |
| Angriff    |                     |
| Turkei     | Salahattin Almay    |
| Turkei     | Eşfak Aykaç         |
| Turkei     | Cemil Erlertürk     |
| Turkei     | Sabri Gençay        |
| Turkei     | Mehmet Ali Gültekin |
| Turkei     | Gündüz Kılıç        |
| Turkei     | Barbaros Olcayto    |
| Turkei     | Gazanfer Olcayto    |

## Saison
Alle Ergebnisse aus Sicht von Galatasaray Istanbul.
Die Tabelle listet alle İstanbul-Futbol-Ligi des Vereins der Saison 1941/42 auf. Siege sind grün, Unentschieden gelb und Niederlagen rot markiert.

### İstanbul Futbol Ligi
| ST | Datum              | Gegner              | Ort                        | Ergebnis    | Tor(e) für Galatasaray Istanbul | Karte(n) für Galatasaray Istanbul |
| -- | ------------------ | ------------------- | -------------------------- | ----------- | --- | --------------------------------- |
| 01 | 21. September 1941 | Taksim SK           | Fenerbahçe Stadı, Istanbul | 7:0 (3:0)   | 1:0 B. Olcayto (11.), 2:0 Gençsoy (15.), 3:0 Gençsoy (40.), 4:0 Sevinç (74.), 5:0 Aykaç (75.), 6:0 Gençsoy (78.), 7:0 Gençsoy (84.)                                              | keine                             |
| 02 | 28. September 1941 | Vefa Istanbul       | Fenerbahçe Stadı, Istanbul | 1:0 (0:0)   | 1:0 Gültekin (64.) | keine                             |
| 03 | 5. Oktober 1941    | Beykozspor          | Fenerbahçe Stadı, Istanbul | 8:0 (2:0)   | 1:0 Aykaç (15.), 2:0 Gültekin (36.), 3:0 Şatıroğlu (55.), 4:0 Gençsoy (69.), 5:0 Şatıroğlu (71. Elfmeter), 6:0 Ebcim (77.), 7:0 Gençsoy (79.), 8:0 Aykaç (82.)                   | İncirmen (85.)                    |
| 04 | 19. Oktober 1941   | Beşiktaş Istanbul   | Şeref Stadyumu, Istanbul   | 2:3 (2:3)   | 1:1 Gençsoy (19.), 2:1 Gençsoy (27.) | keine                             |
| 05 | 26. Oktober 1941   | Fenerbahçe Istanbul | Fenerbahçe Stadı, Istanbul | 2:1 (0:0)   | 1:0 Gençsoy (49.), 2:1 Ebcim (67.) | keine                             |
| 06 | 2. November 1941   | Kasımpaşa Istanbul  | Fenerbahçe Stadı, Istanbul | 9:0 (5:0)   | 1:0 Gençsoy (1.), 2:0 G. Olcayto (20.), 3:0 Gençsoy (23.), 4:0 Aykaç (35. Elfmeter), 5:0 Erlertürk (43.), 6:0 Aykaç (65.), 7:0 Gençsoy (67.), 8:0 Gençsoy (74.), 9:0 Ebcim (80.) | Arslanalp (50.)                   |
| 07 | 16. November 1941  | Beyoğluspor         | Fenerbahçe Stadı, Istanbul | 1:0 (1:0)   | 1:0 Şatıroğlu (44.) | keine                             |
| 08 | 23. November 1941  | Süleymaniye         | Şeref Stadyumu, Istanbul   | 6:0 (2:0)   | 1:0 Sevinç (23.), 2:0 Gençsoy (38.), 3:0 Gençsoy (49.), 4:0 Erlertürk (53.), 5:0 Aykaç (63.), 6:0 Ebcim (76.)                                                                    | keine                             |
| 09 | 30. November 1941  | Istanbulspor        | Fenerbahçe Stadı, Istanbul | 3:0 (0:0)   | 1:0 Ebcim (47.), 2:0 G. Olcayto (58.), 3:0 Erlertürk (62.) | keine                             |
| 10 | 8. Februar 1942    | Kasımpaşa Istanbul  | Fenerbahçe Stadı, Istanbul | 3:0 (2:0)   | 1:0 Ebcim (6.), 2:0 Ebcim (29.), 3:0 Gençsoy (69.) | keine                             |
| 11 | 22. Februar 1942   | Beyoğluspor         | Şeref Stadyumu, Istanbul   | 5:0 (4:0)   | 1:0 G. Olcayto (3.), 2:0 Erlertürk (6.), 3:0 Erlertürk (28.), 4:0 Gençsoy (43.), 5:0 Erlertürk (85.)                                                                             | keine                             |
| 12 | 1. März 1942       | Süleymaniye         | Fenerbahçe Stadı, Istanbul | 5:1 (2:0)   | 1:0 Gençsoy (14.), 2:0 Gençsoy (44.), 3:0 Ebcim (60.), 4:1 Kılıç (66.), 5:1 Kılıç (82.)                                                                                          | keine                             |
| 13 | 8. März 1942       | Istanbulspor        | Şeref Stadyumu, Istanbul   | 5:1 (3:0)   | 1:0 Sevinç (5.), 2:0 Kılıç (11.), 3:0 Kılıç (32.), 4:0 Kılıç (71.), 5:0 Sevinç (58.), 6:1 Kılıç (86.)                                                                            | keine                             |
| 14 | 23. März 1942      | Takim SK            | Şeref Stadyumu, Istanbul   | 3:0 1       | keine | keine                             |
| 15 | 29. März 1942      | Vefa Istanbul       | Şeref Stadyumu, Istanbul   | 5:0 (5:0) 2 | 1:0 Ebcim (4.), 2:0 Erlertürk (27.), 3:0 G. Olcayto (35.), 4:0 Kılıç (38.), 5:0 Arslanalp (40.)                                                                                  | keine                             |
| 16 | 5. April 1942      | Beykozspor          | Şeref Stadyumu, Istanbul   | 2:1 (1:1)   | 1:1 Erlertürk (43.), 2:1 Sevinç (64.) | keine                             |
| 17 | 12. April 1942     | Beşiktaş Istanbul   | Fenerbahçe Stadı, Istanbul | 2:3 (1:1)   | 1:0 Sevinç (5.), 2:3 Arslanalp (82.) | keine                             |
| 18 | 19. April 1942     | Fenerbahçe Istanbul | Şeref Stadyumu, Istanbul   | 2:1 (1:0)   | 1:0 Erlertürk (13.), 2:0 Sevinç (78.) | keine                             |

### İstanbul Kupası
| R  | Datum             | Gegner                    | Ort                        | Ergebnis   | Tor(e) für Galatasaray Istanbul |
| -- | ----------------- | ------------------------- | -------------------------- | ---------- | --- |
| 1  | 12. Oktober 1941  | Anadoluhisarı İdman Yurdu | Fenerbahçe Stadı, Istanbul | 4:1 (2:0)  | 1:0 Sevinç (8.), 2:0 Gençsoy (42.), 3:1 Sevinç (51.), 4:1 Sevinç (61.), |
| 2  | 21. Dezember 1941 | Unkapanı SK               | Fenerbahçe Stadı, Istanbul | 11:0 (4:0) | 1:0 Kılıç (5.), 2:0 Sevinç (15.), 3:0 G. Olcayto (30.), 4:0 G. Olcayto (35.), 5:0 Sevinç (47.), 6:0 Kılıç (56.), 7:0 Aykaç (62.), 8:0 G. Olcayto (76.), 9:0 Kılıç (81.), 10:0 Kılıç (83.), 11:0 Sevinç (88.) |
| VF | 18. Januar 1942   | Kasımpaşa Istanbul        | Fenerbahçe Stadı, Istanbul | 5:0 (3:0)  | 1:0 Toplu (16. Eigentor), 2:0 Kılıç (23.), 3:0 Sevinç (35.), 4:0 Aykaç (65.), 5:0 Kılıç (85.) |
| HF | 15. Februar 1942  | Beşiktaş Istanbul         | Fenerbahçe Stadı, Istanbul | 3:2 (2:1)  | 1:0 Kılıç (7.), 2:1 Erlertürk (43.), 3:1 G. Olcayto (55.) |
| F  | 15. März 1942     | Fenerbahçe Istanbul       | Şeref Stadyumu, Istanbul   | 5:0 (3:0)  | 1:0 Ebcim (4.), 2:0 Erlertürk (25.), 3:0 Kılıç (37.), 4:0 Ebcim (77.), 5:0 Kılıç (88.) |

### Fenerbahçe Galatasaray Bayramı
| Datum        | Gegner              | Ort   | Ergebnis  | Tor(e) für Galatasaray Istanbul                                |
| ------------ | ------------------- | ----- | --------- | -------------------------------------------------------------- |
| 17. Mai 1942 | Fenerbahçe Istanbul | n. V. | 3:1 (1:0) | 1:0 Erlertürk (11.), 2:0 G. Olcayto (51.), 3:1 Erlertürk (84.) |

## Spielerstatistiken
| Spieler             | İstanbul Futbol Ligi | İstanbul Futbol Ligi | İstanbul Futbol Ligi | İstanbul Futbol Ligi | İstanbul Kupası | İstanbul Kupası | İstanbul Kupası | İstanbul Kupası | Total    | Total | Total       | Total      |
| Spieler             | Einsätze             | Tore                 | Gelbe Karte          | Rote Karte           | Einsätze        | Tore            | Gelbe Karte     | Rote Karte      | Einsätze | Tore  | Gelbe Karte | Rote Karte |
| ------------------- | -------------------- | -------------------- | -------------------- | -------------------- | --------------- | --------------- | --------------- | --------------- | -------- | ----- | ----------- | ---------- |
| Salahattin Almay    | 2                    | 0                    | 0                    | 0                    | 0               | 0               | 0               | 0               | 2        | 0     | 0           | 0          |
| Enver Arslanalp     | 11                   | 2                    | 0                    | 1                    | 4               | 0               | 0               | 0               | 15       | 2     | 0           | 1          |
| Eşfak Aykaç         | 13                   | 6                    | 0                    | 0                    | 5               | 2               | 0               | 0               | 18       | 8     | 0           | 0          |
| Faruk Barlas        | 17                   | 0                    | 0                    | 0                    | 4               | 0               | 0               | 0               | 21       | 0     | 0           | 0          |
| Halil Burnaz        | 2                    | 0                    | 0                    | 0                    | 2               | 0               | 0               | 0               | 4        | 0     | 0           | 0          |
| Hikmet Ebcim        | 15                   | 9                    | 0                    | 0                    | 3               | 2               | 0               | 0               | 18       | 11    | 0           | 0          |
| Cemil Erlertürk     | 12                   | 9                    | 0                    | 0                    | 2               | 2               | 0               | 0               | 14       | 11    | 0           | 0          |
| Mustafa Gençsoy     | 16                   | 19                   | 0                    | 0                    | 3               | 1               | 0               | 0               | 19       | 20    | 0           | 0          |
| Mehmet Ali Gültekin | 4                    | 2                    | 0                    | 0                    | 0               | 0               | 0               | 0               | 4        | 2     | 0           | 0          |
| Osman İncili        | 16                   | 0                    | 0                    | 0                    | 5               | 0               | 0               | 0               | 21       | 0     | 0           | 0          |
| Adnan İncirmen      | 2                    | 0                    | 0                    | 1                    | 1               | 0               | 0               | 0               | 3        | 0     | 0           | 1          |
| Saim Kaur           | 1                    | 0                    | 0                    | 0                    | 1               | 0               | 0               | 0               | 2        | 0     | 0           | 0          |
| Gündüz Kılıç        | 6                    | 7                    | 0                    | 0                    | 4               | 9               | 0               | 0               | 10       | 16    | 0           | 0          |
| Barbaros Olcayto    | 4                    | 1                    | 0                    | 0                    | 3               | 0               | 0               | 0               | 7        | 1     | 0           | 0          |
| Gazanfer Olcayto    | 14                   | 4                    | 0                    | 0                    | 5               | 4               | 0               | 0               | 19       | 8     | 0           | 0          |
| Kemal Öngü          | 5                    | 0                    | 0                    | 0                    | 1               | 0               | 0               | 0               | 6        | 0     | 0           | 0          |
| Salim Şatıroğlu     | 17                   | 3                    | 0                    | 0                    | 4               | 0               | 0               | 0               | 21       | 3     | 0           | 0          |
| Arif Sevinç         | 16                   | 6                    | 0                    | 0                    | 5               | 7               | 0               | 0               | 21       | 13    | 0           | 0          |
| Musa Sezer          | 9                    | 0                    | 0                    | 0                    | 1               | 0               | 0               | 0               | 10       | 0     | 0           | 0          |
| İsmail Yönder       | 5                    | 0                    | 0                    | 0                    | 1               | 0               | 0               | 0               | 6        | 0     | 0           | 0          |